# Hedysarum maitlandianum
Hedysarum maitlandianum är en ärtväxtart som beskrevs av James Edward Tierney Aitchison och John Gilbert Baker. Hedysarum maitlandianum ingår i släktet buskväpplingar, och familjen ärtväxter. Inga underarter finns listade i Catalogue of Life.